# Model Kirkpatricka
Model Kirkpatricka – model służący do mierzenia efektywności szkoleń na czterech poziomach z użyciem różnych metod zakładających rozłożenie pomiaru w czasie. Ma na celu zwiększenie efektywności i sprawności działania. 
Szkolenia pracowników przedsiębiorstwa powodują zwiększenie konkurencyjności firmy, co skutkuje umocnieniem się jej pozycji na rynku i zwiększeniem dochodów. Programy szkoleniowe jako skuteczne narzędzie motywowania i doskonalenia pracowników podlegają ocenie. Przeprowadzając ocenę szkolenia korzysta się z różnorodnych metod. Przykład: obserwacja, analiza dokumentów, rozmowa z uczestnikami, trenerami i zlecającymi, ankieta, test.

## Zastosowanie
Na zrealizowanie projektu szkoleniowego składa się wiele elementów. Elementy te mają przysłużyć się jak największej efektywności podjętego przedsięwzięcia. Bierze się pod uwagę:
- miejsce – dużo problemu stwarza wybór odpowiedniego miejsca przeprowadzenia szkolenia. Należy podjąć decyzję czy będzie to siedziba firmy czy korzystanie z usług firmy zewnętrznej. Na rynku szkoleniowym panuje duża konkurencja.
- koszty szkoleń – dobierane są one indywidualnie w zależności od wielkości firmy, długości oraz tematu szkolenia. Ilość przeznaczanych środków w dużym stopniu zależy od decyzji kadry zarządzającej i ich opinii o opłacalności i skuteczności szkolenia.
- wykonawcę – zaleca się korzystanie z usług jednej firmy. Korzystanie z oferty wielu firm powoduje brak spójności w budowaniu programów szkoleniowych, stwarzając problem ich logicznego powiązania. W wyniku czego przerabiane uprzednio wiedza i umiejętności nie są wzbogacane, rozwijane i utrwalane.

Jest to najbardziej rozpowszechniony model oceny szkoleń. Zakłada rozłożenie pomiaru w czasie oraz mierzy efektywność na czterech poziomach z użyciem różnych metod.

## Poziomy
Poziom I – szeroko rozumiana reakcja pracowników na szkolenie
- Poziom pierwszy służy do oceny zadowolenia pracowników, mierzy ich zainteresowanie, odczucia i opinie dotyczące szkolenia. Pozwala zdiagnozować błędy i niedociągnięcia organizacyjne. Najczęściej stosowanym narzędziem badania są ankiety ewaluacyjne wypełniane na zakończenie szkolenia. Każda firma dysponuje swoim własnym formularzem oceny, w którym stara się uzyskać maksymalną ilość informacji przy jak najmniejszym wysiłku ze strony wypełniających go uczestników. Zaleca się stosowanie skali punktowej oraz pytań otwartych.

Poziom II – badanie nowych umiejętności pracowników
- Poziom drugi służy do badania nowych umiejętności zdobytych przez pracowników podczas szkolenia. Przykładowe pytania:
  - Jaką wiedzę teoretyczną uzyskali pracownicy?
  - Jakie umiejętności rozwinęli?
  - Jakie zmiany zostały zaobserwowane?

Przeprowadzenie testów kompetencji przed i po szkoleniu (pretesty i posttesty), służy uzyskaniu rzetelnej oceny na tym poziomie. Można zastosować również grupy kontrolne, w których bada się kompetencje zespołu kontrolnego, który nigdy nie uczestniczył w szkoleniu. Jeżeli różnica między grupami okaże się istotna, pozwoli to udowodnić zasadność szkolenia.
Poziom III – obserwowanie pozytywnych zmian w zachowaniu uczestników szkolenia
- Poziom ten dotyczy wykorzystania w praktyce nabytej wiedzy i umiejętności. Elementami podlegającymi ocenie mogą być: jakość pracy, wzrost wydajności pracy, lepsze wykorzystanie czasu pracy. W celu zmierzenia tych elementów wykorzystuje się wskaźniki obiektywne. Wskaźniki subiektywne takie jak: rozmowa, obserwacja i ocena 360 stopni, służą do zdiagnozowania poprawy takich kompetencji jak np.: radzenie sobie z konfliktami, sposób wydawania poleceń czy poprawa umiejętności interpersonalnych.

Poziom IV – efektywność szkolenia
- Na poziomie tym bada się jakie efekty przyniosło szkolenie, a uzyskane wyniki są najważniejszym kryterium służącym ocenie skuteczności szkolenia. Efekty można mierzyć określając np.: zmniejszenie liczby skarg, ilość nowych klientów, wzrost sprzedaży, poprawę wskaźników bezpieczeństwa, skrócenie średniego czasu obsługi klienta. Na tym poziomie określa się jakie zyski osiągnęła organizacja w związku z projektem szkolenia oraz jakie koszty zostały poniesione. Proces ten pozwala na przeprowadzanie kolejnych projektów szkoleniowych w przyszłości. Najlepiej temu celowi służy wyliczanie wskaźnika ROI.

## Cel
Ocena efektywności szkoleń – ocena i monitorowanie efektów szkolenia daje możliwość uzyskania cennych informacji dotyczących ich skuteczności.
Powody przeprowadzania oceny szkoleń:
- sprawdzenie poziomu osiągnięcia szkolenia
- sprawdzenie poziomu oczekiwań uczestników
- określenie poziomu zwrotu z inwestycji
- określenie przyczyn sukcesu lub porażki szkolenia
- ocena formy, narzędzi oraz metod szkolenia
- ocena treści przekazywanej na szkoleniu
- ocena zmian w sposobie efektywności
- ocena zmian jakie zaszły w wykonywanej pracy dzięki nabytym umiejętnościom
- ocena pracy trenera lub firmy szkoleniowej

## Historia powstania
W wyniku dużej konkurencji na rynku, oferta szkoleń stała się ciekawsza, jednak wiele trudności sprawiało mierzenie uzyskiwanych efektów. Czteropoziomowy model oceny efektywności szkoleń został stworzony w 1959 roku przez Donalda Kirkpatricka. Model ten przez ostatnie dziesięciolecia był sukcesywnie udoskonalany i stał się najbardziej popularną metodą służącą ocenie efektywności szkoleń.

## Mocne strony wykorzystywania modelu Kirkpatricka
Model Kirkpatricka pozwala pokazać w jaki sposób szkolenie przyczynia się do osiągania celów przez organizację. Daje możliwość zdecydowania o kontynuowaniu lub przerwaniu szkolenia oraz możliwość uzyskania informacji zwrotnych dotyczących jakości przyszłych programów szkoleniowych.

## Słabe strony wykorzystywania modelu Kirkpatricka
Słabą stroną modelu Kirkpatricka są wysokie koszty. Efekty szkolenia mogą być widoczne po upływie dłuższego czasu. Może wystąpić efekt happy sheets (szczęśliwe kartki) – polegający na zawyżeniu oceny przez pracowników zaraz po ukończeniu szkolenia.